# Pawel Ossipowitsch Gukassow

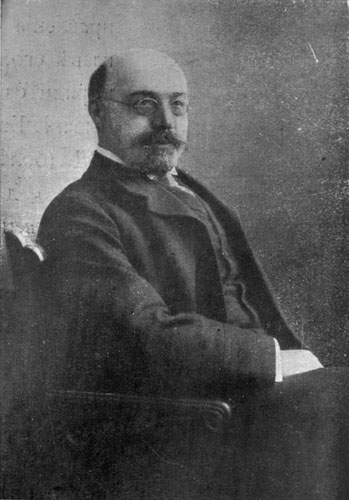
Pawel Ossipowitsch Gukassow

Pawel Ossipowitsch Gukassow (russisch Павел Осипович Гукасов; * 22. Januarjul. / 3. Februar 1858greg. als Poghos Ghukassjan (armenisch Պողոս Ղուկասյան) in Schuscha in Bergkarabach im damaligen Gouvernement Jelisawetpol; † 22. Dezember 1937 in Paris) war ein armenisch-russischer Ingenieur und Unternehmer.

## Leben
Gukassow studierte an der Technischen Hochschule Dresden mit Abschluss 1878 und war dann Geschäftsführer der Betriebsanlagen der Erdölfirma Kaspische Gesellschaft in Baku. 1887 war er an der Umwandlung der Gesellschaft in eine Aktiengesellschaft beteiligt. Er wurde Direktor und 1889 Vorstandsvorsitzender. Nebenbei studierte er an der Moskauer Handelsakademie mit Abschluss 1893.
Gukassow führte zusammen mit seinen Brüdern Abram und Arschak die Geschäfte der Erdöl-Gesellschaften Kaspische Rohrleitung und Elektrische Kraft in Baku neben anderen, so dass sie das Erdölgeschäft als Monopolisten beherrschten. Gukassow war der Vorsitzende des Rates der Tagungen der Vertreter der Bakuer Erdölunternehmen (1890–1906, 1915–1917). Er war Ehrenfriedensrichter in Baku und Kuratoriumsvorsitzender der Handelshochschule Baku. 1906–1912 gehörte er dem Staatsrat (Kategorie Handel und Industrie) an. Für ausländische Investoren gründeten die Brüder Gukassow mit anderen 1912 die internationale Holding Russische Generalerdöl-Compagnie. 1916 wurde Gukassow Aufsichtsratsvorsitzender der Russischen Bank für Handel und Industrie. Er war Geschäftsführer der Anglo-Russischen Maximow-Gesellschaft und der Russischen Elektrizitätsgesellschaft Dynamo.
Nach der Oktoberrevolution emigrierte Gussakow. Er war verheiratet mit Jewgenija Samuilowna, mit der er zwei Töchter hatte. Er wurde auf dem Friedhof Père-Lachaise begraben.